# Вехинген (Баден-Вюртемберг)
Вехинген (нем. Wehingen) — община в Германии, в земле Баден-Вюртемберг. 
Подчиняется административному округу Фрайбург. Входит в состав района Тутлинген.  Население составляет 3632 человека (на 31 декабря 2010 года). Занимает площадь 14,59 км².